# Desa Surengede (administrativ by i Indonesien, lat -7,40, long 109,95)
Desa Surengede är en administrativ by i Indonesien.   Den ligger i provinsen Jawa Tengah, i den västra delen av landet, 400 km öster om huvudstaden Jakarta.